# Coleophora coelebipennella
Coleophora coelebipennella é uma espécie de mariposa do gênero Coleophora pertencente à família Coleophoridae.